# Ernest Lister
Ernest Lister, född 15 juni 1870 i Halifax i England, död 14 juni 1919 i Seattle i Washington, var en amerikansk politiker. Han var Washingtons guvernör 1913–1919. Som guvernör representerade han Demokratiska partiet.
Lister flyttade till USA fjorton år gammal och inledde sin politiska karriär i Populistpartiet. År 1894 blev han invald i Tacomas stadsfullmäktige och år 1900 bytte han parti till Demokratiska partiet. År 1913 tillträdde Lister ämbetet som Washingtons guvernör. År 1919 avgick han på grund av en sjukdom och efterträddes av viceguvernören Louis F. Hart. Lister avled senare samma år och gravsattes på Tacoma Cemetery i Tacoma.